# Valle-di-Mezzana
Valle-di-Mezzana (en cors Valli di Mezzana) és un municipi francès, situat a la regió de Còrsega, al departament de Còrsega del Sud. L'any 1999 tenia 217 habitants.

## Demografia
| 1962 | 1968 | 1975 | 1982 | 1990 | 1999 |
| ---- | ---- | ---- | ---- | ---- | ---- |
| 65   | 114  | 87   | 104  | 233  | 217  |

## Administració
| Període | Identitat | Partit | Qualitat |
| ------- | --------- | ------ | -------- |
| 2001-   | Paul Leca |        |          |